# Hyrcus
Hyrcus — порода кіз, з якої виробляють високоякісні кашемірові вовни.
волокно надзвичайно тонке та м'яке. Виходить через процес розчісування, який не шкодить козам. Використовується для створення кашемірової тканини та пуловерів.